# TNSW 2500
Der Typ TNSW 2500 ist eine Baureihe von Containermotorschiffen der Thyssen Nordseewerke in Emden.

## Einzelheiten
Der Schiffstyp TNSW 2500 hat sechs Laderäume und ist mit drei 45-Tonnen-Schiffskränen ausgerüstet. Die Schiffe sind für den Transport gefährlicher Ladung eingerichtet und besitzen eine Containerstellplatzkapazität von maximal 2442 TEU. Bei einer homogenen Beladung mit 14 Tonnen schweren Containern beträgt die Kapazität 1886 TEU. Es stehen 400 Anschlüsse für Kühlcontainer zur Verfügung. 1999 lag der Baupreis für ein Schiff dieses Typs bei etwa 68 Millionen DM.

## Übersicht
| Typ-TNSW-2500-Schiffe (Auswahl) | Typ-TNSW-2500-Schiffe (Auswahl) | Typ-TNSW-2500-Schiffe (Auswahl) | Typ-TNSW-2500-Schiffe (Auswahl)                                    | Typ-TNSW-2500-Schiffe (Auswahl) | Typ-TNSW-2500-Schiffe (Auswahl)                                                                      |
| Baujahr                         | Werft/Baunummer                 | IMO-Nr.                         | Eigner                                                             | Bauname                         | Umbenennungen und Verbleib                                                                           |
| ------------------------------- | ------------------------------- | ------------------------------- | ------------------------------------------------------------------ | ------------------------------- | --- |
| 1999                            | Thyssen Nordseewerke/523        | 9187863                         | Martime – Gesellschaft für maritime Dienstleistungen mbH, Elsfleth | Isodora                         | 2002: Cap Vonavista, 2009: Isodora, 2016: Sarayu, 2021: GFS Jade                                     |
| 2000                            | Thyssen Nordseewerke/526        | 9213105                         | Hermann Buss & Cie., Leer                                          | Ems Trader                      | 2000: Sea Cheetah, 2002: Alemania Express, 2005: Ems Trader, 2020: Meratus Jimbaran                  |
| 2000                            | Thyssen Nordseewerke/527        | 9213117                         | Hermann Buss & Cie., Leer                                          | Leda Trader                     | 2000: Cap Castillo, 2005: Leda Trader, 2007: MOL Sunshine, 2009: Leda Trader, 2019: Maratus Jayagiri |